# Alexandre Nikolaïevitch Samoïlov
Pour les articles homonymes, voir Samoïlov.
Le comte Alexandre Nikolaïevitch Samoïlov (en russe : Александр Николаевич Самойлов), né en 1744 et décédé le 1er novembre 1814, est un général et homme politique russe. Il fut procureur général du 12 décembre 1792 au 4 décembre 1796.

## Biographie
Fils du sénateur Nikolaï Samoïlov

### Carrière militaire
En 1760, Alexandre  Nikolaïevitch Samoïlov entra dans l'armée comme simple soldat dans le régiment de la Garde impériale Semionovsky. Plus tard, il fut muté sur la ligne de front dans les forces qui participèrent à la Guerre russo-turque (1768-1774), il prit part à la prise de Silistra et fut décoré de l'ordre de Saint-André (quatrième degré). L'influence grandissante de son parent, le prince Grigori Potemkine lui permit d'être élevé au rang de comte d'Empire (1775). Ensuite, son ascension fut rapide, en 1775, le comte fut nommé membre de la commission chargée du procès d'Iemelian Pougatchev. En outre, il fut promu cadet et devint président du Conseil sous le règne de Catherine II de Russie. En 1783, il commanda le corps des chasseurs qui se distingua lors de la campagne militaire qui conduisit à l'annexion du khanat de Crimée par la Russie.
Alexandre Nikolaïevitch Samoïlov se distingua lors de la Guerre russo-turque (1787-1792), il prit une part active à la prise d'Otchakiv (Otchakov) (Sud de l'Ukraine) et reçut l'ordre de Saint-Georges (deuxième degré). En 1789, servant sous les ordres du prince Grigori Potemkine, le comte  prit part à la prise de Bendery (Moldavie) et de Khaushan. Pour cette campagne militaire, il fut décoré de l'Ordre de Saint-Alexandre Nevski. Le 12 décembre 1790, il commanda l'aile gauche de l'armée du général Alexandre Souvorov lors de l'assaut donné à Izmaïl (sud-ouest de l'Ukraine), il fut décoré de l'ordre de Saint-Vladimir (premier degré). Pour ses efforts en vue de la signature du traité de paix entre l'Empire ottoman et la Russie, Catherine II de Russie lui remit personnellement l'ordre de Saint-André.

### Carrière politique
Le 12 décembre 1792, Alexandre Nikolaïevitch Samoïlov fut nommé Procureur général. Lors de son accession au trône impérial de Russie, Paul Ier de Russie le dessaisit de ses fonctions. Il aurait participer au complot visant à tuer celui-ci c'est donc ainsi que son héritier aurait été déclarer réfugié politique.

## Distinctions
- Ordre de Saint-André (quatrième classe)
- Ordre de Saint-Georges (second classe)
- Ordre de Saint-Alexandre Nevski
- Ordre de Saint-Vladimir (première classe)
- Ordre de Saint-André

## Source
- (en) Cet article est partiellement ou en totalité issu de l’article de Wikipédia en anglais intitulé « Alexander Samoylov » (voir la liste des auteurs).